# Kibyōshi

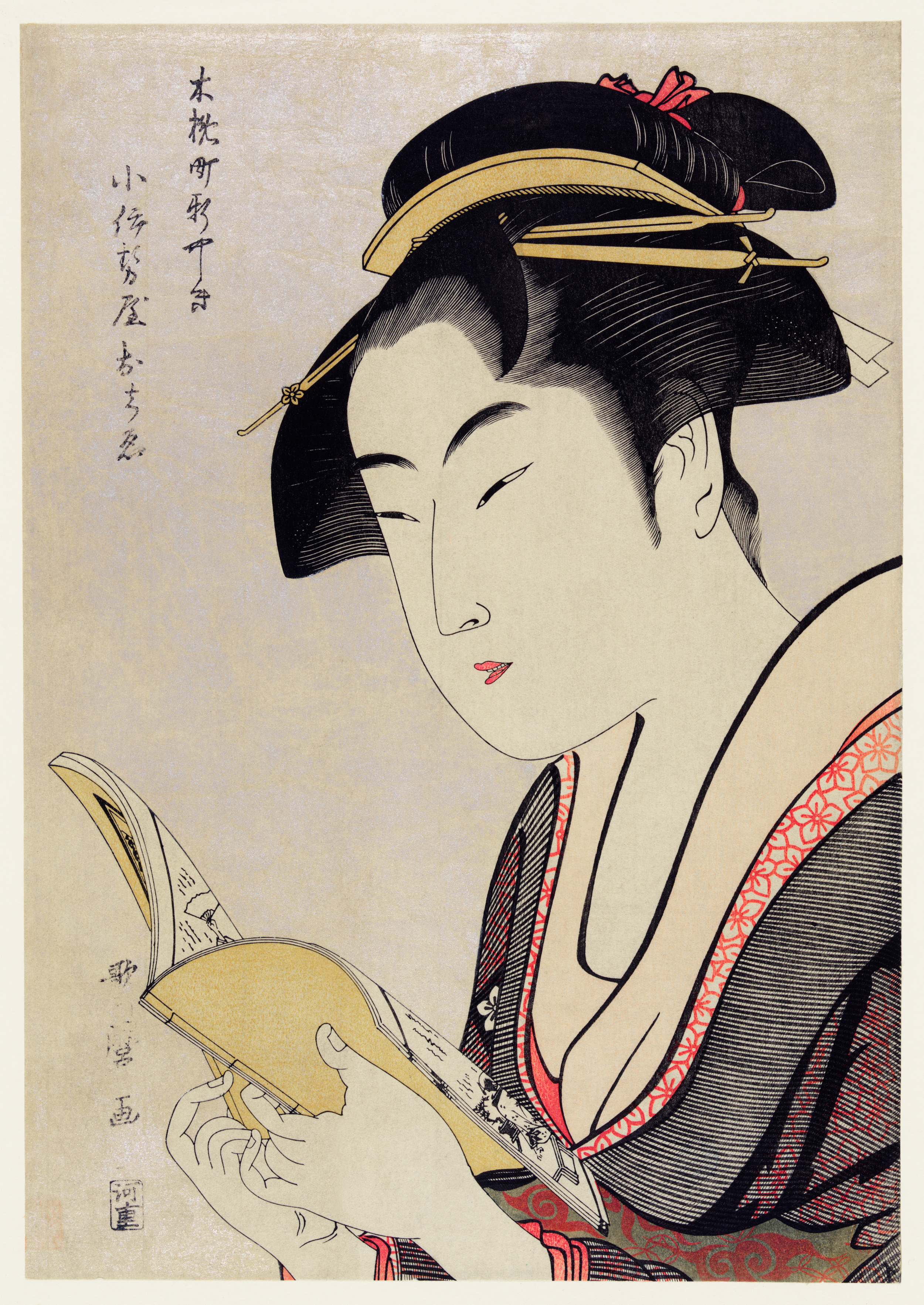
Femme lisant un Kibyōshi, Ukiyo-e de Utamaro Kitagawa.

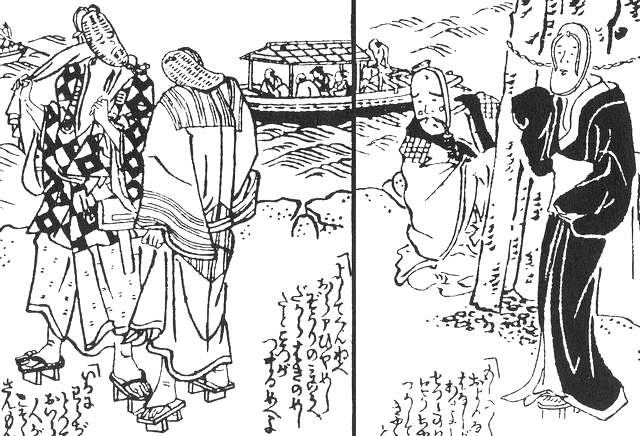
Kibyoshi Unshidai Izumoengumi.

Le mot kibyōshi (黄表紙, littéralement « couverture jaune ») désigne un genre de livre japonais illustré appartenant à la littérature illustrée kusazōshi (草双紙), et produit durant le milieu de la période Edo.
Physiquement identifiables comme étant des romans illustrés à dos jaune, ces livres furent en vogue pendant près de trente ans à partir de 1775, date de publication du premier ouvrage du genre écrit par Koikawa Harumachi (恋川 春町, Koikawa Harumachi) et connu sous le titre de Le Rêve splendide de Maître Kinkin (金々先生栄花夢, Kinkin-sensei eiga no yume, Kinkin pouvant se traduire par « plein d'or » ou « or en barre »).